# مكلورة
مَكْلُورة أو فرصاد أمريكي (الاسم العلمي: Maclura)، جنس نباتات مُزهرة من فصيلة التوتية (الفرصادية). أحد أشهر أنواعها مكلورة برتقالية، وهو غير صالح للأكل، يُستخدم لطرد البعوض ويُزرع في جميع أنحاء الولايات المتحدة كنبات سياجي مانع.